# Primera categoria del Campionat de Catalunya de futbol 1901-1902
Resultats de la lliga de Primera categoria del Campionat de Catalunya de futbol 1901-1902.

## Sistema de competició
La segona edició de la Copa Macaya la van disputar 5 equips: Foot-ball Club Barcelona, Hispània Athletic Club, Club Espanyol de Foot-ball, Club Universitari de Foot-ball i Català Foot-ball Club, segons els noms de l'època.
Com l'any anterior, es trenava una lligueta de tots contra tots a dues voltes. Per encaixar el calendari a tota l'època hivernal es jugava pràcticament només un partit per jornada.
Finalment, en resultà campió el Futbol Club Barcelona, guanyador de tots els partits, imposant-se aquest cop al seu més directe rival, l'Hispània Athletic Club.

## Classificació
| Pos | Equip             | PJ | PG | PE | PP | GF | GC | DG  | Pts | Classificació |      | Futbol Club Barcelona | Hispània Athletic Club | Club Deportiu Espanyol | Club Universitari de Foot-ball | Català Futbol Club |
| --- | ----------------- | -- | -- | -- | -- | -- | -- | --- | --- | ------------- | ---- | --------------------- | ---------------------- | ---------------------- | ------------------------------ | ------------------ |
| 1   | FC Barcelona (C)  | 8  | 8  | 0  | 0  | 60 | 2  | +58 | 16  | Campió        |      | —                     | 1–0                    | 7–0                    | 8–0                            | 12–0               |
| 2   | Hispània AC       | 8  | 6  | 0  | 2  | 30 | 7  | +23 | 12  |               |      | 2–4                   | —                      | 2–1                    | 3–0                            | 9–0                |
| 3   | Club Espanyol     | 8  | 3  | 1  | 4  | 11 | 20 | −9  | 7   |               | 0–4  | 0–3                   | —                      | 3–3                    | 2–0                            |                    |
| 4   | Club Universitari | 8  | 1  | 2  | 5  | 8  | 33 | −25 | 4   |               | 0–9  | 1–5                   | 0–3                    | —                      | 0–0                            |                    |
| 5   | Català FC         | 8  | 0  | 1  | 7  | 3  | 50 | −47 | 1   |               | 0–15 | 0–6                   | 1–2                    | 2–4                    | —                              |                    |

## Resultats
| Jornada | Data             | Local        |   | Visitant     |    | Resultat |    |
| ------- | ---------------- | ------------ | - | ------------ | -- | -------- | -- |
| 1       | 15 desembre 1901 | Universitari | - | Hispània     | 1  | -        | 5  |
| 2       | 22 desembre 1901 | Barcelona    | - | Espanyol     | 7  | -        | 0  |
| 3       | 26 desembre 1901 | Català       | - | Universitari | 2  | -        | 4  |
| 3       | 29 desembre 1901 | Hispània     | - | Espanyol     | 2  | -        | 1  |
| 4       | 1 gener 1902     | Barcelona    | - | Universitari | 8  | -        | 0  |
| 5       | 5 gener 1902     | Espanyol     | - | Català       | 2  | -        | 0  |
| 5       | 6 gener 1902     | Hispània     | - | Barcelona    | 2  | -        | 4  |
| 6       | 12 gener 1902    | Universitari | - | Català       | 0  | -        | 0  |
| 7       | 19 gener 1902    | Espanyol     | - | Barcelona    | 0  | -        | 4  |
| 8       | 26 gener 1902    | Català       | - | Hispània     | 0  | -        | 6  |
| 9       | 2 febrer 1902    | Universitari | - | Barcelona    | 0  | -        | 9  |
| 10      | 16 febrer 1902   | Espanyol     | - | Hispània     | 0  | -        | 3  |
| 10      | 16 febrer 1902   | Barcelona    | - | Català       | 12 | -        | 0  |
| 11      | 2 març 1902      | Català       | - | Espanyol     | 1  | -        | 2  |
| 12      | 9 març 1902      | Barcelona    | - | Hispània     | 1  | -        | 0  |
| 13      | 16 març 1902     | Hispània     | - | Català       | 9  | -        | 0  |
| 13      | 19 març 1902     | Universitari | - | Espanyol     | 0  | -        | 3  |
| 14      | 23 març 1902     | Espanyol     | - | Universitari | 3  | -        | 3  |
| 14      | 23 març 1902     | Català       | - | Barcelona    | 0  | -        | 15 |
| 15      | 25 març 1902     | Hispània     | - | Universitari | 3  | -        | 0  |
|         |                  |              |   |              |    |          |    |

## Golejadors
| Gols |                     |                   |
| ---- | ------------------- | ----------------- |
| 19   | Hans Gamper         | FC Barcelona      |
| 17   | Udo Steinberg       | FC Barcelona      |
| 7    | John Hamilton       | Hispània AC       |
| 6    | Paul Wiederkehr     | FC Barcelona      |
| 5    | Joseph Black        | Hispània AC       |
| 5    | Geordie Girvan      | Hispània AC       |
| 5    | Joaquim C. García   | FC Barcelona      |
| 4    | Henry Morris        | Hispània AC       |
| 3    | Arthur Leask        | FC Barcelona      |
| 3    | John Parsons        | FC Barcelona      |
| 2    | Àngel Ponz          | Club Espanyol     |
| 2    | Santiago Méndez     | Club Espanyol     |
| 2    | Sebastià Casanellas | Club Espanyol     |
| 2    | Alfons Albéniz      | FC Barcelona      |
| 1    | J. Pascuet          | Club Universitari |
| 1    | Lluís d'Ossó        | FC Barcelona      |
| 1    | Telesforo Álvarez   | Club Espanyol     |
| 1    | Enric Montells      | Club Espanyol     |
| 1    | Ramon Pella         | Club Universitari |
| 1    | Ricard Soler        | Club Universitari |
| 1    | J. Morris           | Hispània AC       |
| 1    | Enric Barraquer     | Català FC         |
| 1    | Josep Quirante      | FC Barcelona      |
| 1    | Julià Mora          | Club Espanyol     |
|      | En pròpia porta     | Favorable a       |
| 2    | Català FC           | FC Barcelona      |
| 1    | FC Barcelona        | Hispània AC       |
| 1    | Vinyes              | FC Barcelona      |
| 1    | Català FC           | Club Espanyol     |
|      |                     |                   |

Notes
- No hi ha dades de 7 gols marcats per l'Hispània.
- No hi ha dades del gol marcat per l'Espanyol al camp de l'Hispània.
- No hi ha dades de 5 gols marcats per l'Universitari.
- No hi ha dades dels 2 gols marcats pel Català a l'Universitari.